# Sei caduto anche tu
Sei caduto anche tu è il quindicesimo album di Pupo, pubblicato nel 2001 dall'etichetta discografica Koch. L'album è stato ripubblicato il 29 giugno 2007 dalla ZYX.

## Tracce
1. Sei caduto anche tu
2. Per te sarò
3. La nostra storia
4. Il verde del mare
5. Il viaggio
6. Tu vivi ancora
7. L'indifferenza
8. Sempre così sarà
9. Ti sto pensando ti sto aspettando
10. Non so più chi sei
11. Con il tempo capirai

## Formazione
- Pupo – voce
- Roberto Tiezzi – basso
- Roberto Bichi – batteria
- Michele Gentilini – chitarra, cori
- Giorgio Secco – chitarra
- Gianluca Sibaldi – tastiera
- Carlo Ballantini, Luca Battini, Daniele Benedetti, Sabina Ciabucchi, Massimo Battini, Sara Tirloni – cori